# Nick Wechsler

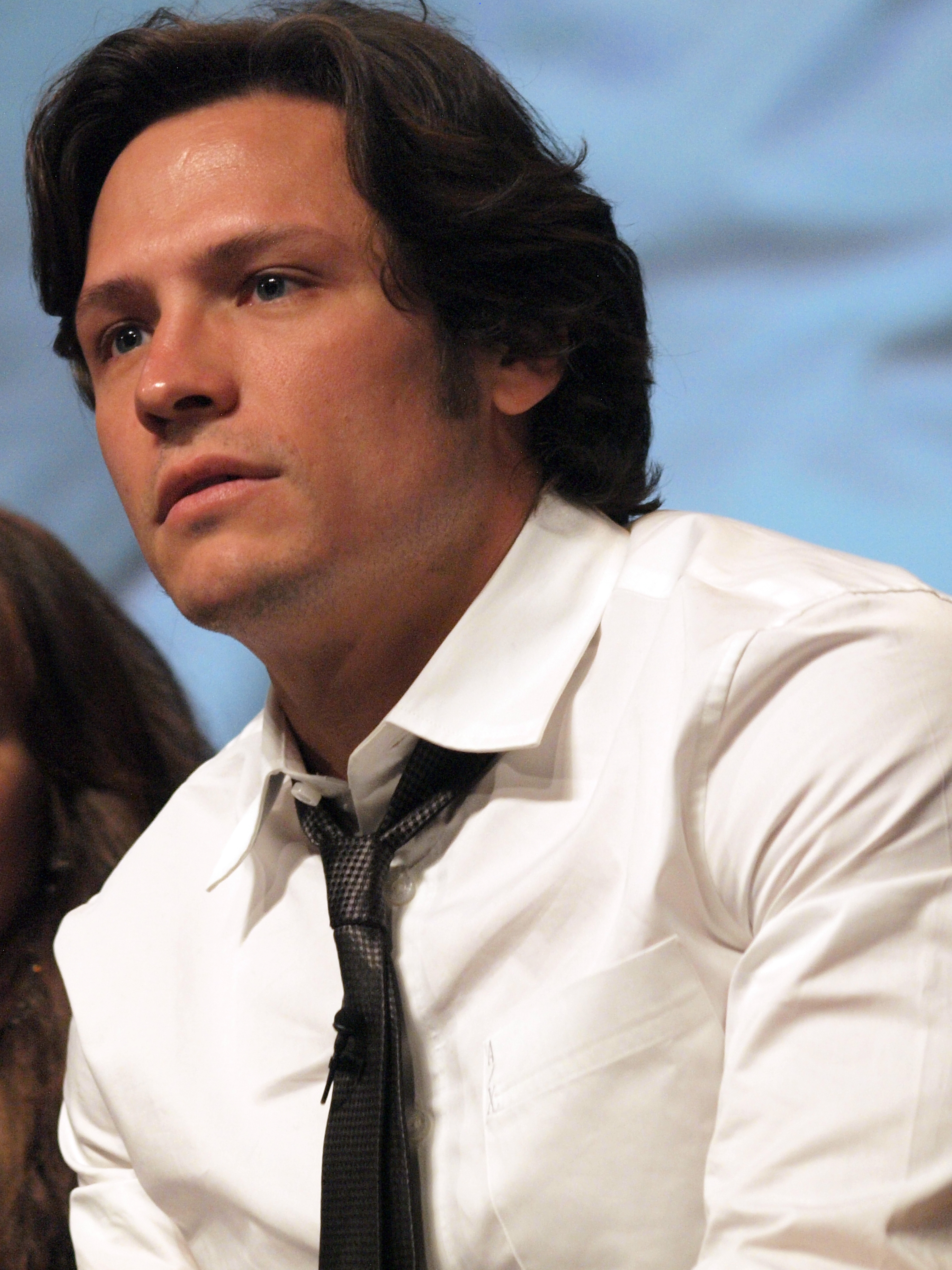
Weschler na PaleyFest (marzec 2012)

Samuel Nicholas Wechsler, bardziej znany jako Nick Wechsler (ur. 3 września 1978 w Albuquerque) – amerykański aktor filmowy i telewizyjny.

## Życiorys
Urodził się i dorastał w Albuquerque w Nowym Meksyku (niedaleko od Roswell) jako piąty z ośmiu synów blacharza i sekretarki US Forest Service. Kiedy miał 14 lat, jego 24-letni wówczas brat zmarł na raka.

### Kariera
Zaczął swoją karierę aktorską w szkole średniej występując w przedstawieniach. Przeniósł się do Hollywood i wkrótce otrzymał niewielką rolę jako punk 'Krokodyl' - drobny złodziejaszek torebki w ekranizacji powieści Danielle Steel Gra z fortuną (Full Circle, 1996) u boku Teri Polo, Allison Smith, Jamesa Reada i Corbina Bernsena. Potem został obsadzony w roli Kevina „Trek” Sandersa w serialu Team Knight Rider (Piątka nieustraszonych, 1997) i pojawił się w dramacie Cudowne lato (Perfect Game, 2000) z udziałem Cliftona Collinsa Jr., Cheech Marina, Louisa Gossetta Jr. i Moisésa Ariasa.
W 2002 r. za rolę jako Kyle Valenti w serialu ABC Roswell: W kręgu tajemnic (Roswell, 1999–2002) zdobył nominację do nagrody Teen Choice Awards.

## Filmografia

### Filmy fabularne
- 1996: Gra z fortuną (Full Circle, TV) jako drobny złodziejaszek 'Krokodyl'
- 1999: Pisklęta, człowiek (Chicks, Man) jako Nick
- 2000: Cudowne lato (Perfect Game) jako Stan Arbiter
- 2007: Niesława (Infamous) jako Andre
- 2008: Fling (Lie to Me) jako Luke
- 2010: 3B jako Carrey
- 2010: Zjeżdżalnia (Switchback) jako Jonathan Weston

### Seriale TV
- 1997: Team Knight Rider (Piątka nieustraszonych) jako Kevin „Trek” Sanders
- 1999–2002: Roswell: W kręgu tajemnic (Roswell) jako Kyle Valenti
- 2003: Zwariowany świat Malcolma (Malcolm in the Middle) jako Donnie
- 2004: Prawdziwe powołanie (Tru Calling) jako Marc Colvin
- 2004: Gorące Hawaje (North Shore) jako Justin Silver
- 2005: Dowody zbrodni (Cold Case) jako Manny
- 2006: Jordan w akcji (Crossing Jordan) jako Hooper
- 2006: Zaginiona (Vanished) jako Gabe Barnett
- 2007: Bez śladu (Without a Trace) jako Joe Guisti
- 2007–2008: Terminator: Kroniki Sary Connor (Terminator: The Sarah Connor Chronicles) jako zastępca Ridge
- 2009: U nas w Filadelfii (It's Always Sunny in Philadelphia) jako Brad
- 2009: Przeszłość życia (Past Life) jako Brian
- 2010: Pościg (Chase) jako Adam Rothschild
- 2011–2015: Zemsta (Revenge) jako Jack Porter
- 2017: Dynastia (serial telewizyjny 2017) jako Matthew Blaisdel